# アプリコットフィズ
アプリコットフィズ（欧字名:Apricot Fizz、2007年1月26日 - ）は、日本の競走馬、繁殖牝馬。主な勝ち鞍は2010年のクイーンカップ、クイーンステークス。

馬名は同名のカクテルに由来する。

## 戦績

### 2-3歳
2009年11月7日、東京競馬場で行われた芝1600mのメイクデビュー戦に蛯名正義で出走。4馬身差の圧勝で1番人気にこたえた。レース後は山元トレーニングセンターに放牧に出された。
2戦目は年が明けて2010年1月11日、重賞のフェアリーステークス。蛯名が当日のレースで落馬負傷したため田中勝春に乗り替わってレースを迎えた。新馬戦1勝馬ながら2番人気に押されたが、中団から抜け出すもゴール前でコスモネモシンに交わされ2着であった。
続く2月20日に行われたクイーンカップでは再び蛯名を背に1番人気に応え快勝。その後はトライアルに出走せず桜花賞へ直行した。
クイーンカップで騎乗していた蛯名がアパパネに騎乗するため、武豊を迎える予定だったが、3月27日の毎日杯での落馬事故のため、急遽横山典弘が手綱を握ることになった。レースではそのアパパネの前後で進めたが直線は伸び切れず5着に敗れた。続くオークスでは好位で進めるも直線で伸びず6着に終わった。
オークス後に約3ヶ月の休養を挟んで札幌競馬場のクイーンステークスに出走、武豊との初コンビとなったレースは第4コーナー手前で先頭に立つとそのまま1着でゴールして重賞2勝目を挙げた。迎えた秋華賞では2番人気に推され、道中好位のインを追走し直線で一旦先頭に立つも外から伸びてきたアパパネにかわされ3着となった。

### 4歳

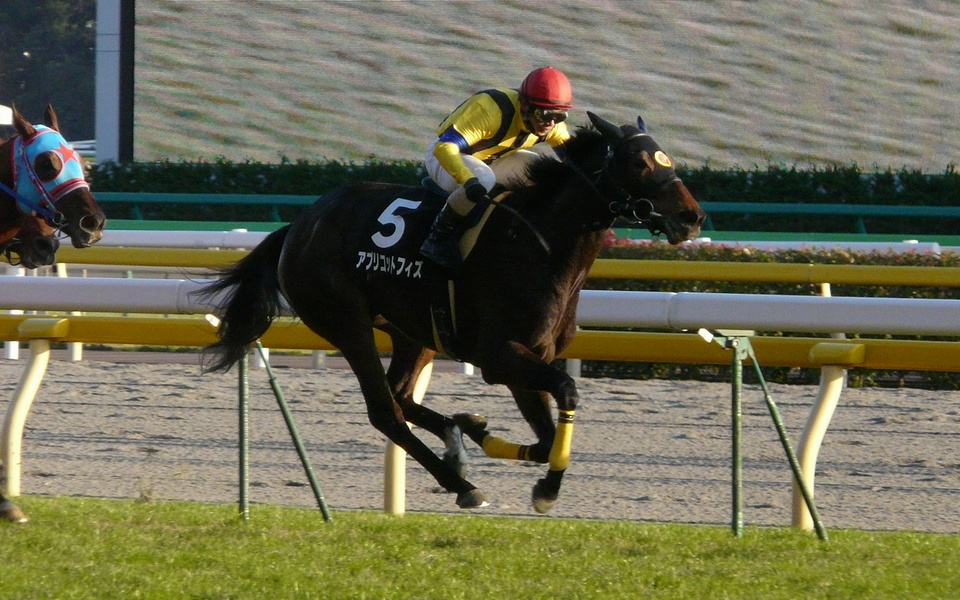
2011年キャピタルS

2011年1月30日に行われた京都牝馬ステークスに安藤勝己とのコンビで出走。2番人気に推されたが、折り合いをかいて14着と惨敗した。続く中山牝馬ステークスでは好位追走も直線で全く伸びず最下位18着、ヴィクトリアマイルでも最下位17着に終わった。クイーンステークスでは先団追走も失速し12着と惨敗した。京成杯オータムハンデキャップでは3-4コーナーの中間地点で大外から捲るように進出し、直線で追い込んでフィフスペトルの2着に入線した。富士ステークスでは好位追走から直線で先に抜け出すもののエイシンアポロンとの競り合いに敗れ2着。マイルチャンピオンシップに出走登録を行っていたが除外され、11月26日のキャピタルステークスに1番人気で出走。先団追走から直線で馬群の内を割って伸びてくると、外から追い込んできたガルボを半馬身差を抑えて1着。

### 5歳
2012年3月11日の中山牝馬ステークスに1番人気で出走、中団に待機するも直線で伸びを欠き8着に敗れた。4月1日のダービー卿チャレンジトロフィーでは道中折り合いを欠き6着に終わった。5月13日のヴィクトリアマイルでは出負けして18着にシンガリ負けとなった。休養挟んで府中牝馬ステークスは中団のまま10着、スワンステークスは13着に敗れた。

### 6歳
2013年は1月の京都牝馬ステークスで6着、2月の阪急杯で7着に敗れた。2月27日付けで競走馬登録を抹消、引退した。引退後は社台ファームで繁殖牝馬となる。

## 競走成績
以下の内容は、netkeiba.comの情報に基づく。
| 競走日 | 競走日 | 競走日 | 競馬場 | 競走名             | 格   | 距離（馬場）  | 頭 数 | 枠 番 | 馬 番 | オッズ （人気） | オッズ （人気） | 着順 | タイム （上り3F） | 着差 | 騎手        | 斤量 | 1着馬（2着馬）          |
| ------ | ------ | ------ | ------ | ------------------ | ---- | ------------- | ----- | ----- | ----- | --------------- | --------------- | ---- | ----------------- | ---- | ----------- | ---- | ----------------------- |
| 2009.  | 11.    | 7      | 東京   | 2歳新馬            |      | 芝1600m（良） | 18    | 6     | 11    | 002.2           | （01人）        | 01着 | 1:34.7 （34.2）   | -0.7 | 蛯名正義    | 54   | （アンペラトリス）      |
| 2010.  | 1.     | 11     | 中山   | フェアリーS        | GIII | 芝1600m（良） | 16    | 7     | 13    | 003.2           | （02人）        | 02着 | 1:34.4 （35.7）   | -0.0 | 田中勝春    | 54   | コスモネモシン          |
|        | 2.     | 20     | 東京   | クイーンC          | GIII | 芝1600m（良） | 16    | 5     | 9     | 002.2           | （01人）        | 01着 | 1:34.8 （35.1）   | -0.3 | 蛯名正義    | 54   | （プリンセスメモリー）  |
|        | 4.     | 11     | 阪神   | 桜花賞             | GI   | 芝1600m（良） | 18    | 2     | 3     | 005.1           | （02人）        | 05着 | 1:33.6 （34.4）   | -0.3 | 横山典弘    | 55   | アパパネ                |
|        | 5.     | 23     | 東京   | 優駿牝馬           | GI   | 芝2400m（稍） | 18    | 2     | 3     | 006.8           | （04人）        | 06着 | 2:30.5（36.0）    | -0.6 | 四位洋文    | 55   | アパパネ サンテミリオン |
|        | 8.     | 15     | 札幌   | クイーンS          | GIII | 芝1800m（良） | 14    | 7     | 12    | 004.0           | （02人）        | 01着 | 1:47.6 （35.0）   | -0.2 | 武豊        | 52   | （プロヴィナージュ）    |
|        | 10.    | 17     | 京都   | 秋華賞             | GI   | 芝2000m（良） | 18    | 2     | 4     | 007.1           | （02人）        | 03着 | 1:58.6（34.4）    | -0.2 | 武豊        | 55   | アパパネ                |
| 2011.  | 1.     | 30     | 京都   | 京都牝馬S          | GIII | 芝1600m（良） | 16    | 6     | 12    | 004.7           | （02人）        | 14着 | 1:35.2（35.4）    | -1.5 | 安藤勝己    | 55   | ショウリュウムーン      |
|        | 4.     | 2      | 阪神   | 中山牝馬S          | GIII | 芝1800m（良） | 18    | 5     | 10    | 007.0           | （04人）        | 18着 | 1:47.4（36.8）    | -2.0 | 武豊        | 56   | レディアルバローザ      |
|        | 5.     | 15     | 東京   | ヴィクトリアマイル | GI   | 芝1600m（良） | 17    | 8     | 15    | 033.2           | （05人）        | 17着 | 1:34.4（37.3）    | -2.5 | 武豊        | 55   | アパパネ                |
|        | 8.     | 14     | 札幌   | クイーンS          | GIII | 芝1800m（良） | 14    | 8     | 13    | 025.1           | （08人）        | 12着 | 1:48.1 （37.4）   | -1.5 | 四位洋文    | 55   | アヴェンチュラ          |
|        | 9.     | 11     | 中山   | 京成杯AH           | GIII | 芝1600m（良） | 14    | 8     | 14    | 018.2           | （07人）        | 02着 | 1:32.0（34.6）    | -0.1 | 田中勝春    | 54   | フィフスペトル          |
|        | 10.    | 22     | 東京   | 富士S              | GIII | 芝1600m（不） | 17    | 4     | 8     | 011.1           | （06人）        | 02着 | 1:35.0（35.1）    | -0.0 | 田中勝春    | 54   | エイシンアポロン        |
|        | 11.    | 26     | 東京   | キャピタルS        | OP   | 芝1600m（良） | 15    | 3     | 5     | 002.4           | （01人）        | 01着 | 1:32.9（34.4）    | -0.1 | 田中勝春    | 54   | （ガルボ）              |
| 2012.  | 3.     | 11     | 中山   | 中山牝馬S          | GIII | 芝1800m（重） | 16    | 3     | 6     | 004.4           | （01人）        | 08着 | 1:51.4（36.8）    | -0.8 | 田中勝春    | 55   | レディアルバローザ      |
|        | 4.     | 1      | 中山   | ダービー卿CT       | GIII | 芝1600m（良） | 16    | 6     | 12    | 005.8           | （02人）        | 06着 | 1:33.8（34.6）    | -0.3 | 田中勝春    | 55   | ガルボ                  |
|        | 5.     | 13     | 東京   | ヴィクトリアマイル | GI   | 芝1600m（良） | 18    | 6     | 11    | 011.7           | （06人）        | 18着 | 1:34.1（35.0）    | -1.7 | 田中勝春    | 55   | ホエールキャプチャ      |
|        | 10.    | 13     | 東京   | 府中牝馬S          | GII  | 芝1800m（良） | 17    | 2     | 3     | 019.2           | （07人）        | 10着 | 1:46.1（33.3）    | -0.6 | 田中勝春    | 54   | マイネイサベル          |
|        | 10.    | 27     | 京都   | スワンS            | GII  | 芝1400m（良） | 16    | 3     | 5     | 046.5           | （14人）        | 13着 | 1:21.3（34.2）    | -0.8 | M・デムーロ | 54   | グランプリボス          |
|        | 11.    | 25     | 東京   | キャピタルS        | OP   | 芝1600m（良） | 18    | 5     | 9     | 019.0           | （07人）        | 15着 | 1:33.4（35.2）    | -1.3 | 蛯名正義    | 54   | ヤマニンウイスカー      |
|        | 12.    | 22     | 東京   | ラピスラズリS      | OP   | 芝1200m（稍） | 14    | 4     | 5     | 029.3           | （11人）        | 03着 | 1:09.2（34.5）    | -0.5 | 田中勝春    | 56   | サクラゴスペル          |
| 2013.  | 1.     | 19     | 京都   | 京都牝馬S          | GIII | 芝1600m（良） | 14    | 7     | 12    | 030.7           | （09人）        | 06着 | 1:34.8（34.7）    | -0.5 | 武豊        | 56   | ハナズゴール            |
|        | 2.     | 24     | 阪神   | 阪急杯             | GIII | 芝1400m（良） | 16    | 4     | 8     | 110.5           | （12人）        | 07着 | 1:21.5（33.9）    | -0.5 | 四位洋文    | 54   | ロードカナロア          |

## 繁殖成績
|       | 馬名                     | 生年   | 性 | 毛色   | 父                       | 馬主                                                 | 厩舎                                                                 | 戦績                  | 勝ち鞍                      | 出典   |
| ----- | ------------------------ | ------ | -- | ------ | ------------------------ | ---------------------------------------------------- | -------------------------------------------------------------------- | --------------------- | --------------------------- | ------ |
| 初仔  | グリフレット             | 2014年 | 牡 | 鹿毛   | ローエングリン           | （有）社台レースホース →寺嶋博史 →福永由文 →原口厚三 | 美浦・水野貴広 →大井・柏木一夫 →北海道・山中静治 →名古屋・井手上慎一 | 159戦3勝（引退）      |                             | [ 9 ]  |
| 第2仔 | アプリコットフィズの2015 | 2015年 | 牝 | 鹿毛   | キングカメハメハ         | （有）社台レースホース                               | 栗東・宮本博                                                         | 不出走                |                             | [ 10 ] |
| 第3仔 | バラックパリンカ         | 2016年 | 騸 | 黒鹿毛 | ノヴェリスト             | （有）社台レースホース →伊藤とみ枝                   | 栗東・平田修 →船橋・新井清重 →金沢・金田一昌 →盛岡・櫻田浩樹         | 38戦4勝（引退）       | 2020年:御堂筋S（3勝クラス） | [ 12 ] |
| 第4仔 | フローズンスタイル       | 2017年 | 牝 | 黒鹿毛 | エピファネイア           | 吉田照哉                                             | 美浦・黒岩陽一                                                       | 21戦2勝（引退・繁殖） |                             | [ 13 ] |
| 第5仔 | エルディアブロ           | 2018年 | 牡 | 黒鹿毛 | キングカメハメハ         | （有）社台レースホース                               | 栗東・松田国英 →栗東・佐々木晶三                                     | 31戦2勝（現役）       |                             | [ 14 ] |
| 第6仔 |                          | 2020年 | 牝 | 鹿毛   | ロードカナロア           |                                                      |                                                                      | 不出走                |                             | [ 15 ] |
| 第7仔 | ジーティームッシュ       | 2022年 | 牡 | 鹿毛   | ブリックスアンドモルタル | 田畑利彦                                             | 栗東・矢作芳人                                                       | 2戦0勝（現役）        |                             | [ 16 ] |
| 第8仔 | ゴールドコット           | 2023年 | 牡 | 鹿毛   | オルフェーヴル           | （株）G1レーシング                                   | 栗東・田中克典                                                       | （デビュー前）        |                             | [ 17 ] |
| 第9仔 | アプリコットフィズの2024 | 2024年 | 牝 | 鹿毛   | マインドユアビスケッツ   |                                                      |                                                                      |                       |                             | [ 18 ] |

- 成績は2025年4月18日現在[19]

## 血統表
| アプリコットフィズの血統（ゼダーン系／5代目までクロス無し） | アプリコットフィズの血統（ゼダーン系／5代目までクロス無し） | アプリコットフィズの血統（ゼダーン系／5代目までクロス無し） | （血統表の出典）  | （血統表の出典） |
| 父 ジャングルポケット 1998 鹿毛                             | 父の父*トニービン Tony Bin 1983 鹿毛                        | *カンパラ Kampala                                           | Kalamoun          | Kalamoun         |
| 父 ジャングルポケット 1998 鹿毛                             | 父の父*トニービン Tony Bin 1983 鹿毛                        | *カンパラ Kampala                                           | State Pension     |                  |
| 父 ジャングルポケット 1998 鹿毛                             | 父の父*トニービン Tony Bin 1983 鹿毛                        | Severn Bridge                                               | Hornbeam          | Hornbeam         |
| 父 ジャングルポケット 1998 鹿毛                             | 父の父*トニービン Tony Bin 1983 鹿毛                        | Severn Bridge                                               | Priddy Fair       |                  |
| 父 ジャングルポケット 1998 鹿毛                             | 父の母*ダンスチャーマー Dance Charmer 1990 黒鹿毛           | Nureyev                                                     | Northern Dancer   | Northern Dancer  |
| 父 ジャングルポケット 1998 鹿毛                             | 父の母*ダンスチャーマー Dance Charmer 1990 黒鹿毛           | Nureyev                                                     | Special           |                  |
| 父 ジャングルポケット 1998 鹿毛                             | 父の母*ダンスチャーマー Dance Charmer 1990 黒鹿毛           | Skillful Joy                                                | Nodouble          | Nodouble         |
| 父 ジャングルポケット 1998 鹿毛                             | 父の母*ダンスチャーマー Dance Charmer 1990 黒鹿毛           | Skillful Joy                                                | Skillful Miss     |                  |
| 母 マンハッタンフィズ 2001 鹿毛                             | 母の父*サンデーサイレンス Sunday Silence 1986 青鹿毛        | Halo                                                        | Hail to Reason    | Hail to Reason   |
| 母 マンハッタンフィズ 2001 鹿毛                             | 母の父*サンデーサイレンス Sunday Silence 1986 青鹿毛        | Halo                                                        | Cosmah            |                  |
| 母 マンハッタンフィズ 2001 鹿毛                             | 母の父*サンデーサイレンス Sunday Silence 1986 青鹿毛        | Wishing Well                                                | Understanding     | Understanding    |
| 母 マンハッタンフィズ 2001 鹿毛                             | 母の父*サンデーサイレンス Sunday Silence 1986 青鹿毛        | Wishing Well                                                | Mountain Flower   |                  |
| 母 マンハッタンフィズ 2001 鹿毛                             | 母の母*サトルチェンジ Subtle Change 1988 黒鹿毛             | Law Society                                                 | Alleged           | Alleged          |
| 母 マンハッタンフィズ 2001 鹿毛                             | 母の母*サトルチェンジ Subtle Change 1988 黒鹿毛             | Law Society                                                 | Bold Bikini       |                  |
| 母 マンハッタンフィズ 2001 鹿毛                             | 母の母*サトルチェンジ Subtle Change 1988 黒鹿毛             | Santa Luciana                                               | Luciano           | Luciano          |
| 母 マンハッタンフィズ 2001 鹿毛                             | 母の母*サトルチェンジ Subtle Change 1988 黒鹿毛             | Santa Luciana                                               | Suleika F-No.16-c |                  |

- 半弟に2011年京都新聞杯勝ち馬で2015年に種牡馬入りしたクレスコグランド[20][21]、全弟に2015年サマー2000シリーズチャンピオンのダービーフィズがいる[22]。
- 母の全兄に菊花賞、有馬記念、天皇賞（春）勝ちのマンハッタンカフェ、半兄にエアスマップがいる。
- 近親には曾祖母Santa Lucianaを同じくするビワハイジ（阪神3歳牝馬ステークス）やその仔であるアドマイヤジャパン、アドマイヤオーラ、ブエナビスタ、トーセンレーヴ、ジョワドヴィーヴル、サングレアルがいる。